# Alicia Toublanc
Alicia Toublanc, född 3 maj 1996 i Saint-Brieuc, Frankrike, är en fransk handbollsspelare. Hon är vänsterhänt och spelar högersexa.

## Karriär

### Klubblag
Toublanc började spela handboll vid sju års ålder i ALS Plouagat HB. Från 2012 spelade kantspelaren för Plouvorn HB i den fjärde högsta divisionen.  2013 flyttade Toublanc till ligarivalerna Landi/Lampaul HB.  År 2014 anslöt Toublanc till Brest Bretagne Handball Training Centre. I januari 2015 fick hon debutera i andradivisionslaget i Brest Bretagne Handball. Från och med 2017 hade Toublanc ett proffskontrakt med Brest Bretagne Handball, som 2017 spelar i den högsta franska ligan sedan ett är.  Hon vann både det franska mästerskapet och Coupe de France, den franska cupen, 2021. Hon nådde också finalen i EHF Champions League samma år. Toublanc flyttade till den rumänska klubben SCM Râmnicu Vâlcea sommaren 2024.

### Landslag
Toublanc började spela för de franska ungdoms- och juniorlandslagen. Hon deltog i U17-EM 2013, U18-VM 2014 och U20-VM 2016. Toublanc debuterade för Frankrikes damlandslag i handboll mot Tjeckien den 6 oktober 2021.  Hon tävlade  sedan för Frankrike i VM 2021. I semifinalsegern med 23-22 mot Danmark gjorde Toublanc två mål i slutskedet av matchen. I den följande finalen förlorade Frankrike med 22–29 mot Norge. Hon vann sedan VM 2023 med Frankrike. Vid de olympiska spelen 2024 i Paris vann hon silvermedaljen med sitt lag och valdes som högersexa i All-Star-team.